# 3G Capital
3G Capital é uma empresa brasileira-americana de private equity, fundada em 2004 por Jorge Paulo Lemann, Marcel Herrmann Telles, Carlos Alberto Sicupira, Alex Behring e Roberto Thompson Motta, acionistas da InBev, que controla a AmBev. Os cinco também são os sócios-fundadores de outra empresa brasileira de private equity, a GP Investments.
Cerca de 10 anos depois, em agosto de 2013, o valor de mercado de todas as empresas pertencentes ao 3G Capital eram de cerca de 187 bilhões de dólares.
Em 2022, Lemann, Telles, Sicupira e Behring, figuraram em primeiro, terceiro, quarto e sétimo lugar na lista que reuniu os 20 maiores bilionários brasileiros, segundo a Forbes.

## Histórico de Aquisições
Em 2 de setembro de 2010, foi anunciada a compra da totalidade das ações da empresa Burger King por 4 bilhões de dólares (cerca de 7 bilhões de reais na época).
Em fevereiro de 2013, o Burger King, através de sua controladora 3G Capital anunciou a compra da H.J. Heinz, em uma parceria com o grupo Berkshire Hathaway. A H.J. Heinz é conhecida principalmente por sua marca de ketchup.
Em março de 2015, foi anunciada a aquisição da marca Kraft Foods pela H.J. Heinz, com foco em uma fusão entre as marcas, a marca passou a se chamar The Kraft Heinz Company. A fusão geraria receita de pelo menos US$ 28 bilhões, o acordo ainda incluía o pagamento de mais de US$ 10 bilhões em dividendos. Em 2024, foi noticiado o desinvestimento na companhia.
Em 2019, a firma deu lance para o setor de elevadores da ThyssenKrupp, mas desistiu do negócio, a unidade de elevadores foi vendida a um consórcio por €17.2 bilhões.
Em setembro de 2021, a Kraft Heinz anunciou a compra da marca brasileira Hemmer por um valor não divulgado, a aquisição veio pouco depois do acordo com a firma Kibar Holding, para compra da Assan Foods – empresa Turca com foco em molhos e condimentos –, por aproximadamente US$ 100 milhões.
Em fevereiro de 2022, a empresa concluiu a aquisição de 75% da Hunter Douglas por US$ 7.1 bilhões, a empresa é especializada no setor de persiana e está presente em mais de 100 países.
Em maio de 2025, anunciou a aquisição da Skechers, terceira maior fabricante de calçados do mundo, por cerca de US$ 10 bilhões. A empresa opera 5,3 mil lojas pelo mundo, incluindo 15 no Brasil.

## Empresas integrantes

### Indústria de bebidas
- AB InBev
  - Anheuser-Busch
  - InBev
  - AmBev
  - Grupo Modelo
  - SABMiller

### Restaurantes de fast food
- Restaurant Brands International
  - Burger King
  - Tim Hortons
  - Popeyes Louisiana Kitchen

### Varejo
- Americanas S.A.[19]
  - Americanas Express[19]
  - Americanas Local[19]
  - Submarino.com
  - Shoptime
- Hunter Douglas
  - Luxaflex
- Skechers